# خی² شکارچی
خی² شکارچی یک ستاره است که در صورت فلکی شکارچی قرار دارد.